# 有机次硒酸

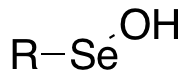
次硒酸的结构通式

在有机化学中，次硒酸是指含–SeOH基团的化合物，它们是橙色至紫红色的两性固体，但大部分不稳定，会歧化为二硒醚和亚硒酸。
3 RSeOH → RSeSeR + RSe(O)OH + H2O
一些芳基次硒酸可由芳基亚硒酸的还原或芳基卤化硒的水解制得，但大部分时候这些反应得到的是相应的二硒醚。2-氨基乙基次硒酸和9-三蝶烯基次硒酸可分别由（二）硒代胱胺和丁基(9-三蝶烯基)硒化物的氧化反应制得，后者也是第一个发现的烷基次硒酸，它通过大位阻基团稳定。2-硝基苯基溴化硒的水解可以得到2-硝基苯基次硒酸，它通过分子内氢键稳定，3-硝基取代的底物水解则得到相应的二硒醚。